# Alpha Ceti
Alpha Ceti (Menkar, Menkab, Mekab, Monkar, 92 Ceti) é uma estrela na direção da Cetus. Possui uma ascensão reta de 03h 02m 16.78s e uma declinação de +04° 05′ 23.7″. Sua magnitude aparente é igual a 2.54. Considerando sua distância de 220 anos-luz em relação à Terra, sua magnitude absoluta é igual a −1.61. Pertence à classe espectral M2III.